# Sven Maresch
Sven Maresch (* 19. Januar 1987 in Erfurt) ist ein deutscher Judoka, der in der Gewichtsklasse bis 81 kg antritt.
Maresch siegte 2006 bei den Deutschen U20-Meisterschaften und ein halbes Jahr später auch bei den U20-Europameisterschaften. 2008 erkämpfte er die Silbermedaille bei den U23-Europameisterschaften, 2009 gewann er den Titel. 2009, 2011 und 2014 siegte er bei den Deutschen Meisterschaften in der Erwachsenenklasse. 2010 gewann Maresch beim Weltcup in Rom und beim Grand Prix in Abu Dhabi. 2011 erhielt er mit der Mannschaft die Bronzemedaille bei den Europameisterschaften. 2013 und 2014 gewann Maresch jeweils Mannschaftsbronze bei den Europameisterschaften und bei den Weltmeisterschaften. Sein bestes Einzelergebnis war die Bronzemedaille bei den Europameisterschaften 2014. 2015 belegte Sven Maresch den fünften Platz bei den Europaspielen in Baku und den siebten Platz bei den Weltmeisterschaften in Astana. Bei den Olympischen Spielen 2016 schied Maresch in der ersten Runde aus.
Maresch startet für den SC Berlin.